# Raúl Castro
Raúl Modesto Castro Ruz (ur. 3 czerwca 1931 w Biránie) – kubański polityk, rewolucjonista, odegrał znaczącą rolę w działaniach Ruchu 26 Lipca i rewolucji kubańskiej, która doprowadziła w 1959 do przejęcia władzy przez jego brata Fidela.
Minister sił zbrojnych (1959–2008), przewodniczący Rady Państwa i Rady Ministrów (2008–2018) oraz pierwszy sekretarz Komunistycznej Partii Kuby (2011–2021).

## Życiorys
Najmłodszy z trójki braci. Jego ojciec był Hiszpanem, a matka Kubanką. W młodości został zdeklarowanym zwolennikiem lewicy. Należał do komunistycznej organizacji młodzieżowej. W 1953 wziął udział w zorganizowanym przez Fidela Castro ataku na koszary Moncada. Atak stanowił nieudaną próbę obalenia dyktatora Fulgencio Batisty. Za udział w akcji został skazany na karę więzienia. Spędził tam dwa lata. Został wypuszczony na wolność w wyniku amnestii. Udał się do Meksyku, gdzie jego brat organizował działalność Ruchu 26 Lipca. W 1956 powrócił na Kubę na jachcie Granma. Wziął czynny udział w rewolucji kubańskiej. Walki zakończyły się w lutym 1959, gdy Fidel został premierem. W tym samym roku Raúl poślubił rewolucjonistkę Vilmę Espín.
W porewolucyjnej Kubie objął urząd wicepremiera i ministra sił zbrojnych. Uchodził za drugą najważniejszą postać w państwie. Optował za nawiązaniem bliskich relacji ze Związkiem Radzieckim. Odwiedził ten kraj w 1962 celem negocjacji pomocy wojskowej dla wyspy. Od 1962 roku II sekretarz Zjednoczonej Partii Rewolucji Socjalistycznej, a od 1965 II sekretarz Komitetu Centralnego Komunistycznej Partii Kuby. Choć był zadeklarowanym marksistą, wykazywał o wiele większe zainteresowanie reformami gospodarczymi aniżeli jego starszy i bardziej umiarkowany brat. W połowie lat 80. pozwolił na rynkowe reformy w kilku przedsiębiorstwach państwowych kontrolowanych przez wojsko. Opowiedział się za dalszą liberalizacją gospodarki w chwili gdy rozpad ZSRR (a tym samym wstrzymanie wymiany handlowej z tym krajem) wywołał na wyspie kryzys gospodarczy. W połowie lat 90. przeprowadził wiele reform, które przyczyniły się do częściowego ożywienia gospodarki i rolnictwa.
Po tym, gdy stan zdrowia Fidela znacznie się pogorszył, 31 lipca 2006 Raúl tymczasowo przejął pełnienie obowiązków głowy państwa, szefa rządu i partii oraz naczelnego dowódcy sił zbrojnych. Gdy w lutym 2008 Fidel ogłosił wycofanie się z życia politycznego, Raúl został przewodniczącym Rady Państwa i Rady Ministrów (reelekcja w lutym 2013 roku). Jego wpływy w państwie umocniły się jeszcze bardziej w 2011, gdy został wybrany na stanowisko pierwszego sekretarza rządzącej partii. Ze stanowiska tego zrezygnował w 2021.
Jego rządy związane są z liberalizacją życia społecznego i gospodarczego. We wrześniu 2010 zwiększył zakres możliwości prowadzenia prywatnej przedsiębiorczości i zapowiedział zwolnienia w sektorze publicznym. Reformy kontynuował w sierpniu 2011, kiedy wprowadzone zmiany znacznie zmniejszyły rolę państwa w gospodarce. Reformie towarzyszyły masowe zwolnienia pracowników sektora publicznego. Usprawnieniu uległ sektor turystyczny, co pozwoliło na możliwość przyjmowania większej liczby zagranicznych turystów. Zlikwidował również obowiązujące dotychczas zezwolenia na zagraniczne wyjazdy dla Kubańczyków, oraz pozwolił na odwiedzanie wyspy przez Kubańczyków mieszkających za granicą.
Od chwili przejęcia władzy starał się odzyskać utracony na arenie międzynarodowej prestiż. We wrześniu tego samego roku zorganizował w Hawanie szczyt Ruchu Państw Niezaangażowanych, na którym gościło ponad pięćdziesięciu światowych przywódców. Zapowiedział ponadto gotowość do rozmów z rządem Stanów Zjednoczonych. W grudniu 2013 na pogrzebie Nelsona Mandeli w Południowej Afryce podał rękę Barackowi Obamie, co zostało uznane za symbol poprawy obustronnych relacji. W grudniu 2014, po negocjacjach pod auspicjami Kanady i Watykanu, Castro i Obama ogłosili normalizację stosunków dyplomatycznych (zawieszonych w styczniu 1961). W lutym 2015 w obu stolicach uruchomiono placówki dyplomatyczne, a w marcu 2016 Obama złożył wizytę na wyspie. Poprawie relacji towarzyszyło niewielkie rozluźnienie ograniczeń gospodarczych i zwiększenie możliwości obustronnych wizyt.
19 kwietnia 2018 Castro zrezygnował ze stanowisk rządowych, a jego następcą na stanowiskach przewodniczącego Rady Państwa Kuby oraz przewodniczącego Rady Ministrów Kuby został Miguel Díaz-Canel. W tym samym roku stał na czele komisji konstytucyjnej mającej opracować projekt nowej konstytucji Kuby.
W marcu 2012 Raul Castro spotkał się z papieżem Benedyktem XVI podczas jego pielgrzymki na Kubę. Trzykrotnie spotkał się i rozmawiał z papieżem Franciszkiem. Po raz pierwszy w Watykanie był w maju 2015, następnie podczas pielgrzymki papieża na Kubę we wrześniu 2015, oraz podczas historycznej podróży papieża na Kubę w lutym 2016, gdzie Franciszek spotkał się z prawosławnym patriarchą moskiewskim i całej Rusi Cyrylem I.
16 kwietnia 2021 ogłosił, że rezygnuje z funkcji pierwszego sekretarza Komunistycznej Partii Kuby. 19 kwietnia 2021 jego następcą został wybrany Miguel Díaz-Canel.

## Odznaczenia
- Bohater Republiki Kuby (1998)
- Order Playa Girón (Kuba)
- Order Cienfuegos (Kuba)
- Order Flagi Narodowej I klasy (Korea Północna)
- Order Krzyża Grunwaldu I klasy (Polska - uchwała Rady Państwa z 20 marca 1965)[11][12]
- Order Lenina (ZSRR, 1979)
- Order Rewolucji Październikowej (ZSRR, 2 czerwca 1981)
- Medal jubileuszowy „W upamiętnieniu 100-lecia urodzin Władimira Iljicza Lenina” (ZSRR, 1970)
- Order Przyjaźni (Rosja, 19 lipca 2001)[13]
- Order Świętego Księcia Daniela Moskiewskiego (Rosja, 19 października 2008)
- Order Księcia Jarosława Mądrego I klasy (Ukraina, 26 marca 2010)
- Krzyż Wielki Orderu Narodowego (Mali)[14]
- Wielki Łańcuch Orderu Oswobodziciela (Wenezuela, 2008)[15]
- Order Złotej Gwiazdy (Wietnam, 2018)[16]